# Anthela xantharcha
Anthela xantharcha là một loài bướm đêm thuộc họ Anthelidae. Loài này có ở Úc.